# Hemidactylus aporus
Hemidactylus aporus este o specie de șopârle din genul Hemidactylus, familia Gekkonidae, descrisă de Boulenger 1906. Conform Catalogue of Life specia Hemidactylus aporus nu are subspecii cunoscute.